# Gura Foii
Gura Foii là một xã thuộc hạt Dâmbovița, România. Dân số thời điểm năm 2002 là 2347 người.